# Henry Wenman
Henry Wenman (1875 – 1953) foi um ator britânico da era do cinema mudo.

## Filmografia selecionada
- The Silver King (1929)
- The Middle Watch (1930)
- The Shadow Between (1931)
- Bachelor's Baby (1932)
- Money for Nothing (1932)
- Two White Arms (1932)
- Brother Alfred (1932)
- Freedom of the Seas (1934)
- There Goes Susie (1935)
- Brewster's Millions (1935)